# Southwest Faulk (Dakota del Sur)
Southwest Faulk es un territorio no organizado ubicado en el condado de Faulk en el estado estadounidense de Dakota del Sur. En el Censo de 2010 tenía una población de 56 habitantes y una densidad poblacional de 0,15 personas por km².

## Geografía
Southwest Faulk se encuentra ubicado en las coordenadas 45°2′6″N 99°26′25″O / 45.03500, -99.44028. Según la Oficina del Censo de los Estados Unidos, Southwest Faulk tiene una superficie total de 372.56 km², de la cual 363.9 km² corresponden a tierra firme y (2.32%) 8.65 km² es agua.

## Demografía
Según el censo de 2010, había 56 personas residiendo en Southwest Faulk. La densidad de población era de 0,15 hab./km². De los 56 habitantes, Southwest Faulk estaba compuesto por el 100% blancos, el 0% eran afroamericanos, el 0% eran amerindios, el 0% eran asiáticos, el 0% eran isleños del Pacífico, el 0% eran de otras razas y el 0% pertenecían a dos o más razas. Del total de la población el 0% eran hispanos o latinos de cualquier raza.